# Císařský sekretariát
Císařský sekretariát Čung-šu men-sia (čínsky pchin-jinem Zhōngshū ménxià, znaky 中書門下) byl od počátku 8. století do 11. století ústředním orgánem civilní správy čínských států, totiž říše Tchang, pěti dynastií a říše Sung. Vznikl splynutím kanceláří čung-šu a men-sia. Podléhala mu valná část civilních úřadů, jeho představení byli členy císařské rady a nejvýše postavenými úředníky říše. Začátkem 80. let 11. století byl během reforem císaře Šen-cung opět rozdělen na kanceláře čung-šu a men-sia.

## Historie
Po zániku říše Chan docházelo k transformacím a reformám správního systému. V čele civilní správy říše Wej stanuly dvě kanceláře, kancelář čung-šu (中書省), která odpovídala za formulaci vládní politiky a sepisování císařských nařízení a dekretů, a kancelář šang-šu (尚書省), která odpovídala za vykonání výše uvedených rozhodnutí a která se dělila na odborné úseky pu (部, tradičně překládáno jako „ministerstva“).
V říši Západní Ťin (265–316) vznikla třetí kancelář men-sia. Její úředníci kontrolovali písemnosti vycházející z kanceláře čung-šu a v případě formálních či věcných závad je vraceli k přepsání.
Kanceláře čung-šu a men-sia úzce spolupracovaly a počátkem 8. století prakticky splynuly do císařského sekretariátu Čung-šu men-sia. Sekretariát se dělil na pět oddělení fang, 房, totiž oddělení pro státní správu (personál), ústřední kontrolní oddělení, oddělení vojenství, daní a konečně oddělení pro tresty a obřady. V říši Sung existovalo šest oddělení – pro státní správu, daně, obřady, vojenství, tresty a veřejné práce, která duplikovala a nahrazovala vesměs již jen formálně existující ministerstva podléhající kanceláři šang-šu.
V čele císařského sekretariátu stál jeden až tři císařští rádci (宰相, caj-siang) neboli kancléři. Císařský rádce caj-siang byl neformální titul, plný oficiální název jejich hodnosti byl tchung čung-šu men-sia pching-čang š’ (同中書門下平章事). Zástupci hlavy sekretariátu se nazývali cchan-č’ čeng-š’ (參知政事), zkráceně č’-čeng; jejich počet také kolísal mezi jedním a třemi. Císařští rádci, jejich zástupci, jakož i pověřenci jmenovaní do čela vojenského výboru a jejich zástupci byli členy císařské rady, nejvyššího rozhodovacího orgánu státu.
Císař Šen-cung (vládl 1067–1085) během reforem ústředních úřadů obrátil pozornost na císařský sekretariát. Roku 1082 císařský sekretariát rozdělil a obnovil tři kanceláře, které rozdělil jak jen bylo možné – čung-šu šeng zvažovala politiku, men-sia šeng zkoumala možné alternativní politiky a šang-šu šeng je s podřízenými ministerstvy realizovala. Každá kancelář komunikovala s císařem samostatně.